# بكيني (كلب)
البكيني، هو كلب أليف صغير الحجم أصيل الصين.
كان البكيني الكلب المفضل للبلاط الإمبراطوري الصيني في المدينة المحرمة، وخاصة في عهد أسرة تشينغ بين 1644 و1912. وغالبا ما يصور في الأعمال الفنية في ذلك الوقت.

## انظر ايضاً
- كلب تايوان
- كلب متوج صيني
- كلب تشونغتشينغ الصيني